# Ludovic Bimont
Ludovic Bimont (ur. 21 września 1970, zm. 7 lutego 2021) – francuski judoka. Startował w Pucharze Świata w latach 1990-1993 i 1995-1998. Zdobył złoty medal mistrzostw Europy w drużynie w 1996; brązowy w 1995. Mistrz Francji w 1996 roku.